# Плиев, Хетаг Александрович
Хетаг Александрович Плиев (род.20 февраля 1984) — канадский борец вольного стиля осетинского происхождения, призёр Панамериканских игр и панамериканских чемпионатов.

## Биография
Родился в 1984 году в Алагире.
После эмиграции в Канаду завоевал в 2010 году бронзовую медаль панамериканского чемпионата. В 2011 году стал серебряным призёром панамериканского чемпионата и бронзовым призёром Панамериканских игр. В 2012 году вновь завоевал бронзовую медаль панамериканского чемпионата, но на Олимпийских играх в Лондоне стал лишь 10-м.